# Nasiegniewo
Nasiegniewo (hist. Nassignew, niem. Nessingen) – wieś w Polsce położona w województwie kujawsko-pomorskim, w powiecie włocławskim, w gminie Fabianki.

## Demografia
Według Narodowego Spisu Powszechnego (III 2011 r.) liczyła 1189 mieszkańców. Jest trzecią co do wielkości miejscowością gminy Fabianki.

## Historia

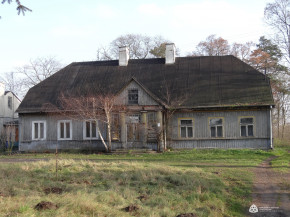
Dwór w Nasiegniewie

W Słowniku geograficznym Królestwa Polskiego Nasiegniewo opisane jest jako wieś położona nad stawem, w powiecie lipnowskim, gminie Oleszno. We wsi funkcjonował młyn i karczma. Według danych z 1564 roku wieś była własnością częściowych posiadaczy, którzy płacili 10 złotych, 14 groszy i 1 sold. W 1789 właścicielem Nasiegniewa był Wojciech Łempicki. 
W pierwszej połowie XIX wieku dla rodziny Miączyńskich w Nasiegniewie zbudowano klasycystyczny dwór, zachowany do dziś. 
W 1919 roku działalność rozpoczęła miejscowa szkoła podstawowa. W 1949 roku ówczesne Ministerstwo Rolnictwa utworzyło w Nasiegniewie Kombinat Ogrodnictwa i Hodowli Zwierząt Zarodowych. W latach 1954–1959 istniała gromada Nasiegniewo. W późniejszych latach w Nasiegniewie powstało osiedle bloków mieszkalnych.
W latach 1975–1998 miejscowość administracyjnie należała do województwa włocławskiego.

## Podział administracyjny
| SIMC    | Nazwa                  | Rodzaj    |
| ------- | ---------------------- | --------- |
| 0862664 | Budki Nasiegniewskie   | część wsi |
| 1034082 | Płaczek                | część wsi |
| 0862670 | Rumunki Nasiegniewskie | część wsi |

## Położenie i komunikacja

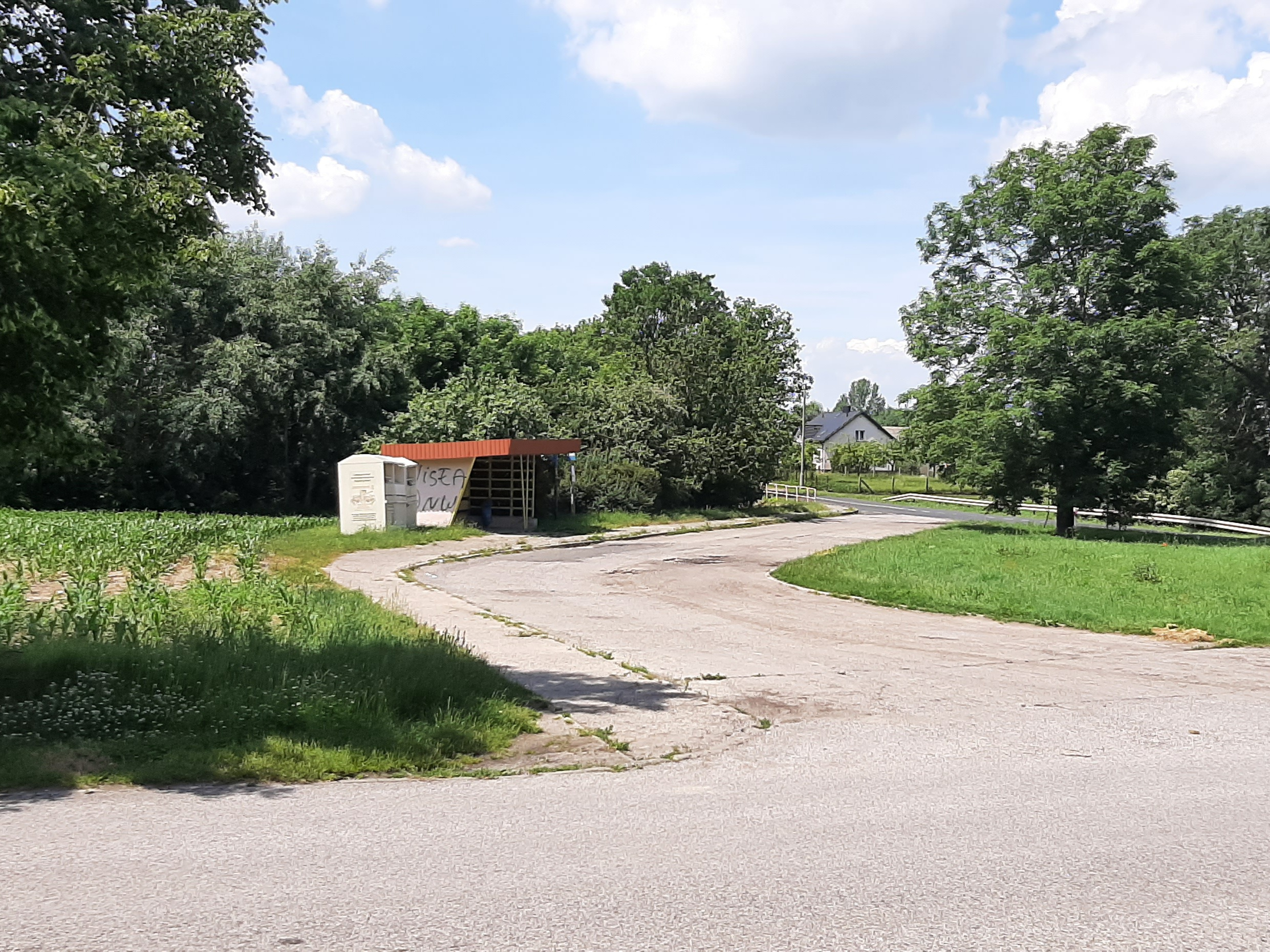
Przystanek autobusowy w Nasiegniewie

Nasiegniewo znajduje się w odległości 8 km od Włocławka, 17 km od Lipna, 40 km od Płocka i 51 km od Torunia.
Przez wieś przebiega droga wojewódzka nr 562 łącząca Szpetal Górny z Płockiem. Oprócz autobusów PKS, do 2012 roku kursował także autobus linii nr 6 Komunikacji Miejskiej Włocławek.
Niedaleko miejscowości przepływa struga Święty Strumień.

## Infrastruktura
We wschodniej części Nasiegniewa dominuje zabudowa jednorodzinna. Znajduje się tam też Szkoła podstawowa, kaplica, remiza OSP oraz drobne punkty handlowo-usługowe. W zachodniej części wsi znajduje się osiedle mieszkaniowe „Ogrodnik”, powstałe dla sąsiadującego z nim kombinatu ogrodniczego.
W miejscowości znajduje się zakład Origanum, hodujący zioła dla znanych sieci spożywczych, oraz przetwórnia owoców i warzyw.

## Edukacja
W Nasiegniewie znajduje się Szkoła Podstawowa im. Rycerstwa Polskiego. Dawniej w budynku szkoły działało publiczne gimnazjum, a na terenie osiedla „Ogrodnik” funkcjonowało przedszkole. 
We wsi funkcjonuje Ośrodek Edukacji Historycznej „Gród Gawra” (Stowarzyszenie „Rycerze z Grodu Gawra”). 

## Zabytki
Według rejestru zabytków NID na listę zabytków wpisany jest zespół dworski z końca XVIII w. – XIX w., nr rej.: 278/A z 21.03.1991: drewniany dwór i park z 1. połowy XIX w.

## Galeria

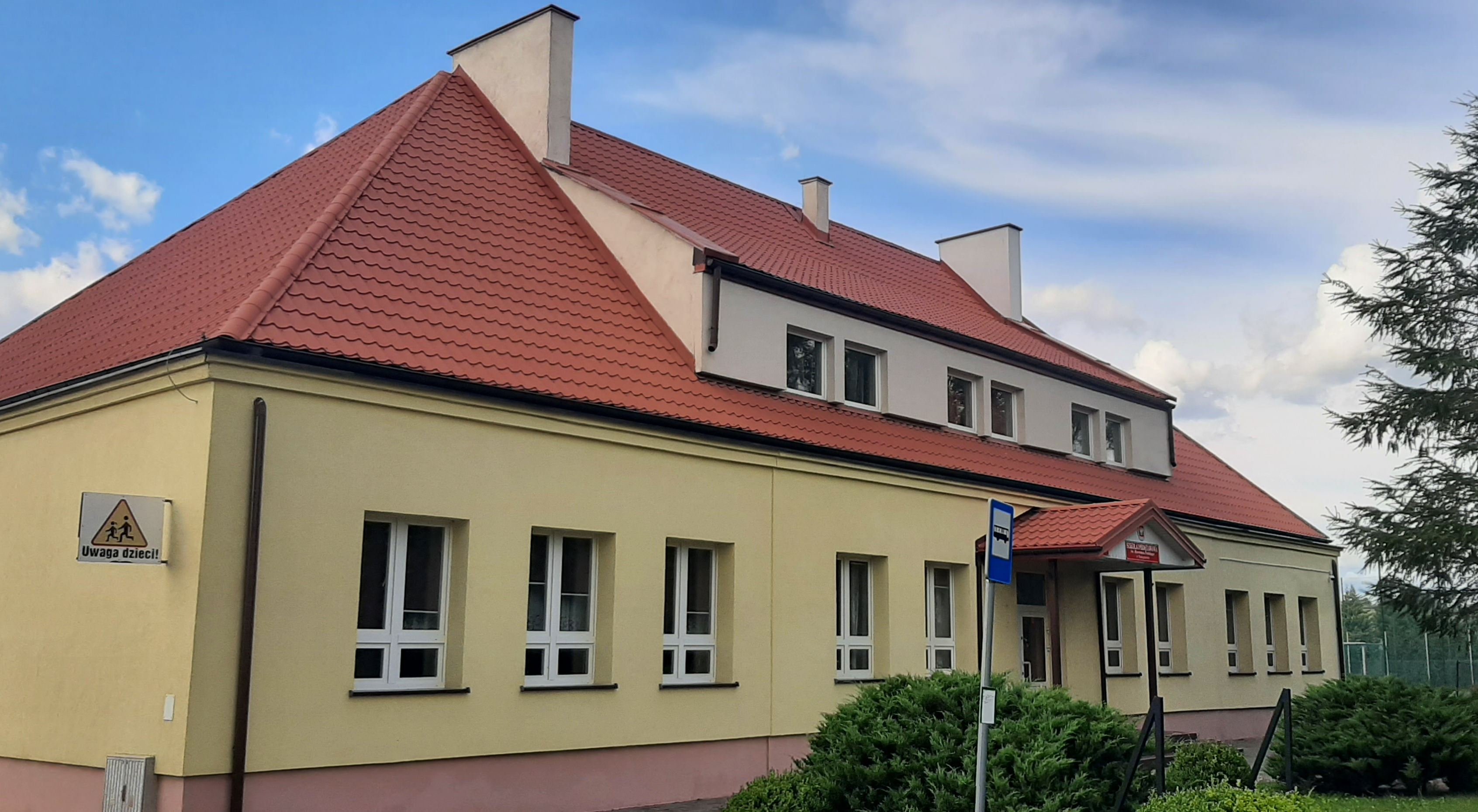
Szkoła Podstawowa im. Rycerstwa Polskiego
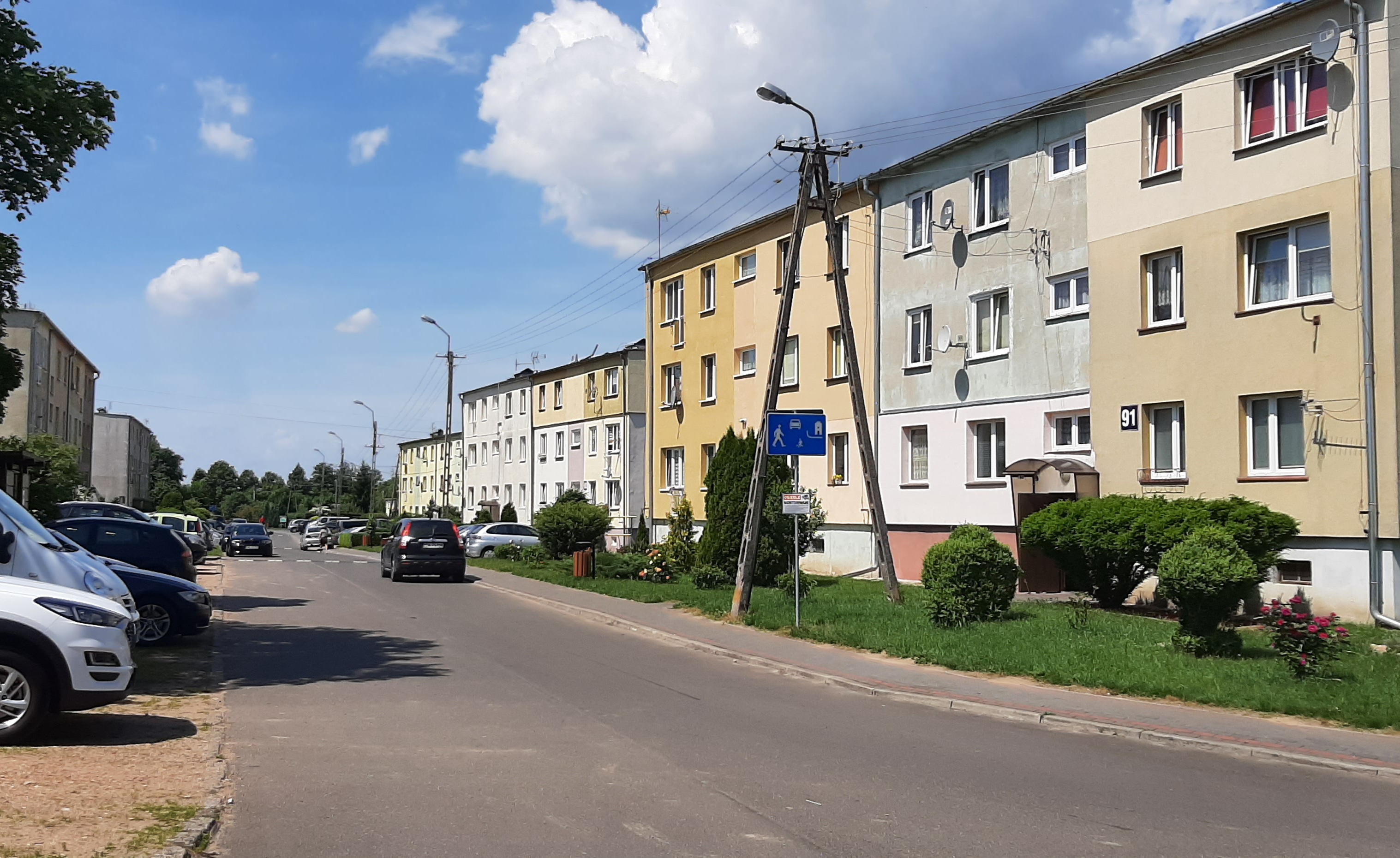
Osiedle Ogrodnik
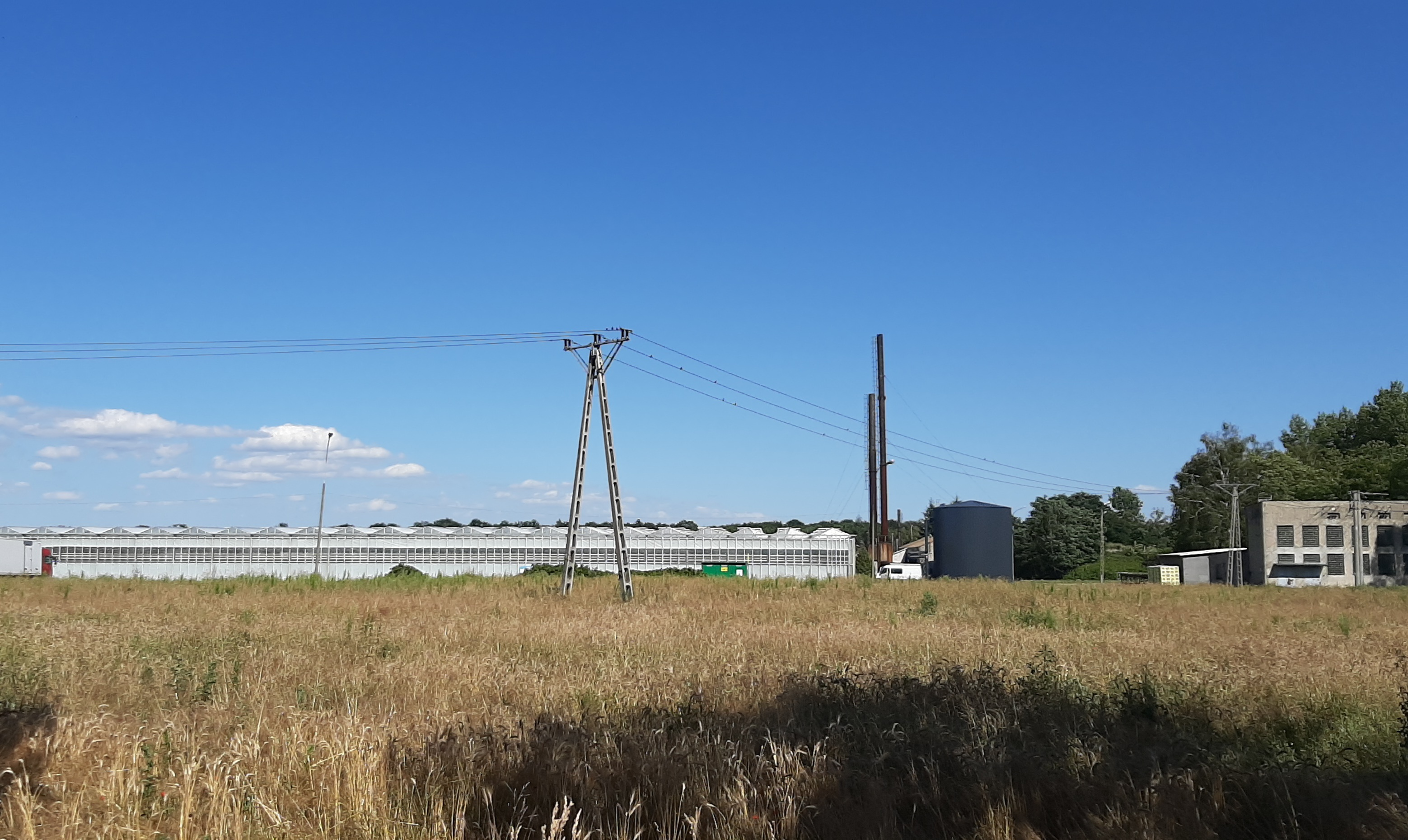
Kombinat ogrodniczy
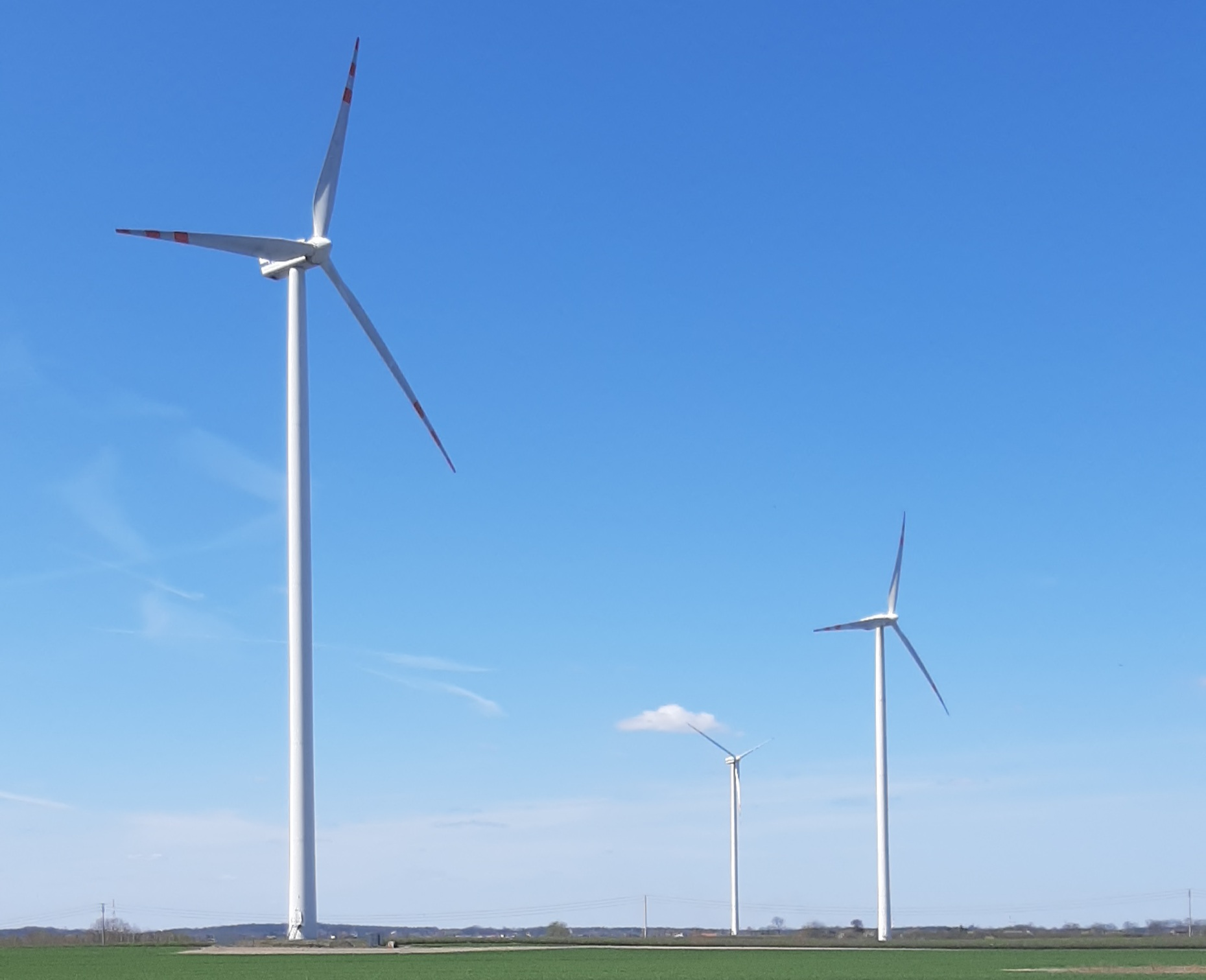
Turbiny wiatrowe Vestas